# 마니샤 코이랄라
마니사 코이랄라(네팔어: मनिषा कोइराला, 1970년 8월 16일 ~ )는 네팔의 배우이다. 볼리우드에서의 작품들로 유명하며, 볼리우드 외에도 네팔과 말레이시아 영화 작품에도 출연했다. UN 친선대사로도 활동했다.

## 출연 작품
- 러스트 스토리 (2018)
- 산주 (2018)
- 고스트 리턴즈 (2012)
- 아이 엠 (2010)
- 타지 마할 - 이터널 러브 스토리 (2005)
- 캘커타 메일 (2003)
- 컴퍼니 (2002)
- 셰임 (2001)
- 나는 테러리스트를 사랑했다 (1998)
- 카모시: 더 뮤지컬 (1996)
- 아케레 훔 아케레 툼 (1995)
- 봄베이 (1995)